# Staatsanwaltschaft Frankfurt (Oder)
Die Staatsanwaltschaft Frankfurt (Oder) ist eine im Osten Brandenburgs gelegene Strafverfolgungs- und Strafvollstreckungsbehörde.

## Standorte
Örtlich unterteilt wird die Behörde in einen Hauptsitz in Frankfurt (Oder), Bachgasse 10 A ca. 300 m nah am Flussarm Alte Oder und ca. 500 m an der polnischen Grenze und die nordwestlich von der Hauptstelle ca. 80 km entfernte Zweigstelle in der Tramper Chaussee 8 in Eberswalde im Landkreis Barnim.

## Zuständigkeiten
Gemäß § 143 Abs. 1 GVG ist sie zuständig für (Straf-)Taten, die im Gerichtsbezirk des Landgerichts Frankfurt (Oder) begangen wurden. Diese sind die im Osten des Bundeslandes Brandenburg gelegenen Landkreise Barnim, Märkisch-Oderland und Oder-Spree (von Nord nach Süd).
Zusätzlich ist sie als Schwerpunkt-Staatsanwaltschaft für Organisierte Kriminalität (Hauptsitz Frankfurt/Oder) und Geldwäschekriminalität (Zweigstelle Eberswalde) für das Bundesland Brandenburg zuständig.

## Behördenleitung
Vom 21. Mai 2014 bis Ende Juli 2021 war Helmut Lange der Behördenleiter.
Stellvertretende Behördenleiterin war von 1. März 2004 Oberstaatsanwältin Kerstin Langen. Diese ist seit 1. April 2021 Leiterin der Staatsanwaltschaft Cottbus.
Seit 1. August 2021 ist Eugen Larres deren Leiter. Zuvor war er Leitender Oberstaatsanwalt und ständiger Vertreter des Leiters der Generalstaatsanwaltschaft Brandenburg, nachdem er bereits Dezernent bei der Staatsanwaltschaft Frankfurt (Oder) war.

## Abteilungen
- Abteilung 1 (I): Verwaltung
- Abteilung 2 (II): a) Schwerpunktabteilung Organisierte Kriminalität, Arzneimittel- und Betäubungsmittelsachen; schwerwiegende Erscheinungsformen der Kriminalität b) Schwerpunktabteilung Geldwäsche (Zweigstelle Eberswalde) c) Schwere grenzüberschreitende Eigentumskriminalität, Auslandsrechtshilfesachen
- Abteilung 3 (III): Wirtschaftsstrafsachen, Umweltkriminalität, Tierschutzsachen von besonderer Bedeutung, Jagdsachen
- Abteilung 4 (IV): Kapital- und Leichensachen, Brand-, Sprengstoff- und Explosionssachen von besonderer Bedeutung, Arbeitsschutzsachen, andere Strafsachen mit Todesfolge, Verfahren gegen Angehörige von Heil- und Pflegeberufen wegen Taten im Zusammenhang mit ihrer Berufsausübung, Katastrophenfälle, Verstöße von besonderer Bedeutung gegen das Waffen- und das Kriegswaffenkontrollgesetz
- Abteilung 5 (V): Politische- und Pressestrafsachen; Verfahren gegen Justizbedienstete, Rechtsanwälte und Polizeibeamte; Zivilsachen; Rehabilitierungsverfahren
- Abteilung 6 (VI): Strafsachen gegen die sexuelle Selbstbestimmung; Fälle häuslicher Gewalt;
- Abteilung 7 (VII): Allgemeine Strafsachen; Unerlaubte Einreise gemäß §§ 95 ff. AufenthG, Verfahren gegen unbekannte Täter
- Abteilung 8 (VIII): Allgemeine Strafsachen der Amtsanwaltschaft, Beschleunigte Verfahren
- Abteilung 9 (IX): Verfahren gegen Jugendliche und Heranwachsende; Jugendschutzsachen
- Abteilung 10 (X): Allgemeine Strafsachen (der Amtsanwaltschaft) in Zweigstelle Eberswalde
- Abteilung 11 (XI): Verfahren gegen Jugendliche und Heranwachsende; Jugendschutzsachen (Zweigstelle Eberswalde)

(Quelle: )